# Liste der Staatsoberhäupter 2007
Übersicht
◄◄ | ◄ | 2003 | 2004 | 2005 | 2006 | Liste der Staatsoberhäupter 2007 | 2008 | 2009 | 2010 | 2011 | ► | ►►

Weitere Ereignisse

## Afrika
- Ägypten
  - Staatsoberhaupt: Präsident Husni Mubarak (1981–2011) (1981–1982 Ministerpräsident)
  - Regierungschef: Ministerpräsident Ahmad Nazif (2004–2011)
- Algerien
  - Staatsoberhaupt: Präsident Abd al-Aziz Bouteflika (1999–2019)
  - Regierungschef: Ministerpräsident Abdelaziz Belkhadem (2006–2008)
- Angola
  - Staatsoberhaupt: Präsident José Eduardo dos Santos (1979–2017)
  - Regierungschef: Ministerpräsident Fernando da Piedade Dias dos Santos (2002–2008)
- Äquatorialguinea
  - Staatsoberhaupt: Präsident Teodoro Obiang Nguema Mbasogo (seit 1979) (bis 1982 Vorsitzender des Obersten Militärrats)
  - Regierungschef: Premierminister Ricardo Mangue Obama Nfubea (2006–2008)
- Äthiopien
  - Staatsoberhaupt: Präsident Girma Wolde-Giorgis (2001–2013)
  - Regierungschef: Ministerpräsident Meles Zenawi (1995–2012) (1991–1995 Präsident)
- Benin
  - Staats- und Regierungschef: Präsident Boni Yayi (2006–2016)
- Botswana
  - Staats- und Regierungschef: Präsident Festus Mogae (1998–2008)
- Burkina Faso
  - Staatsoberhaupt: Präsident Blaise Compaoré (1987–2014)
  - Regierungschef:
    - Ministerpräsident Paramanga Ernest Yonli (2000–11. Juni 2007)
    - Ministerpräsident Tertius Zongo (11. Juni 2007–2011)
- Burundi
  - Staats- und Regierungschef: Präsident Pierre Nkurunziza (2005–2020)
- Dschibuti
  - Staatsoberhaupt: Präsident Ismail Omar Guelleh (seit 1999)
  - Regierungschef: Ministerpräsident Dileita Mohamed Dileita (2001–2013)
- Elfenbeinküste
  - Staatsoberhaupt: Präsident Laurent Gbagbo (2000–2011)
  - Regierungschef:
    - Ministerpräsident Charles Konan Banny (2005–4. April 2007)
    - Ministerpräsident Guillaume Soro (4. April 2007–2012)
- Eritrea
  - Staats- und Regierungschef: Präsident Isayas Afewerki (seit 1993)
- Gabun
  - Staatsoberhaupt: Präsident Omar Bongo Ondimba (1967–2009)
  - Regierungschef: Ministerpräsident Jean Eyeghe Ndong (2006–2009)
- Gambia
  - Staats- und Regierungschef: Präsident Yahya Jammeh (1994–2017) (bis 1996 Vorsitzender des Provisorischen Regierungsrats der Armee)
- Ghana
  - Staats- und Regierungschef: Präsident John Agyekum Kufuor (2001–2009)
- Guinea
  - Staatsoberhaupt: Präsident Lansana Conté (1984–2008)
  - Regierungschef:
    - vakant (2006–9. Februar 2007)
    - Ministerpräsident Eugène Camara (9. Februar 2007–1. März 2007)
    - Ministerpräsident Lansana Kouyaté (1. März 2007–2008)
- Guinea-Bissau
  - Staatsoberhaupt: Präsident João Bernardo Vieira (1980–1984, 1984–1999, 2005–2009) (1978–1980 Ministerpräsident)
  - Regierungschef:
    - Ministerpräsident Aristides Gomes (2005–13. April 2007, 2018–2019, 2019–2020)
    - Ministerpräsident Martinho Ndafa Kabi (13. April 2007–2008)
- Kamerun
  - Staatsoberhaupt: Präsident Paul Biya (seit 1982)
  - Regierungschef: Ministerpräsident Ephraïm Inoni (2004–2009)
- Kap Verde
  - Staatsoberhaupt: Präsident Pedro Pires (2001–2011) (1975–1991 Premierminister)
  - Regierungschef: Premierminister José Maria Neves (2001–2016) (seit 2021 Präsident)
- Kenia
  - Staats- und Regierungschef: Präsident Mwai Kibaki (2002–2013)
- Komoren
  - Staats- und Regierungschef: Präsident Ahmed Abdallah Mohamed Sambi (2006–2011)
- Demokratische Republik Kongo (bis 1964 Kongo-Léopoldville, 1964–1971 Demokratische Republik Kongo, 1971–1997 Zaïre)
  - Staatsoberhaupt: Präsident Joseph Kabila (2001–2019)
  - Regierungschef: Ministerpräsident Antoine Gizenga (2006–2008)
- Republik Kongo (1960–1970 Kongo-Brazzaville; 1970–1992 Volksrepublik Kongo)
  - Staatsoberhaupt: Präsident Denis Sassou-Nguesso (1979–1992, seit 1997)
  - Regierungschef: Ministerpräsident Isidore Mvouba (2005–2009)
- Lesotho
  - Staatsoberhaupt: König Letsie III. (1990–1995, seit 1996)
  - Regierungschef: Ministerpräsident Bethuel Pakalitha Mosisili (1998–2012, 2015–2017)
- Liberia
  - Staats- und Regierungschef: Präsidentin Ellen Johnson Sirleaf (2006–2018)
- Libyen
  - Revolutionsführer: Muammar al-Gaddafi (1969–2011) (1969–1979 Generalsekretär des Allgemeinen Volkskongresses)
  - Staatsoberhaupt: Generalsekretär des Allgemeinen Volkskongresses Zantani Muhammad az-Zantani (1992–2008)
  - Regierungschef: Generalsekretär des Allgemeinen Volkskomitees Al-Baghdadi Ali al-Mahmudi (2006–2011)
- Madagaskar
  - Staatsoberhaupt: Präsident Marc Ravalomanana (2002–2009)
  - Regierungschef:
    - Premierminister Jacques Sylla (2002–19. Januar 2007)
    - Premierminister Charles Rabemananjara (20. Januar 2007–2009)
- Malawi
  - Staats- und Regierungschef: Präsident Bingu wa Mutharika (2004–2012)
- Mali
  - Staatsoberhaupt: Präsident Amadou Toumani Touré (1991–1992, 2002–2012)
  - Regierungschef:
    - Ministerpräsident Ousmane Issoufi Maïga (2004–28. September 2007)
    - Ministerpräsident Modibo Sidibé (28. September 2007–2011)
- Marokko
  - Staatsoberhaupt: König Mohammed VI. (seit 1999)
  - Regierungschef:
    - Ministerpräsident Driss Jettou (2002–19. September 2007)
    - Ministerpräsident Abbas al-Fassi (19. September 2007–2011)
- Mauretanien
  - Staatsoberhaupt:
    - Vorsitzender des Militärrats für Gerechtigkeit und Demokratie Ely Ould Mohamed Vall (2005–19. April 2007)
    - Präsident Sidi Mohamed Ould Cheikh Abdallahi (19. April 2007–2008)

  - Regierungschef:
    - Ministerpräsident Sidi Mohamed Ould Boubacar (1992–1996, 2005–20. April 2007)
    - Ministerpräsident Zeine Ould Zeidane (20. April 2007–2008)
- Mauritius
  - Staatsoberhaupt: Präsident Anerood Jugnauth (2003–2012) (1982–1985, 2000–2003, 2014–2017 Premierminister)
  - Regierungschef: Premierminister Navin Ramgoolam (1995–2000, 2005–2014, seit 2024)
- Mosambik
  - Staatsoberhaupt: Präsident Armando Guebuza (2005–2015)
  - Regierungschef: Premierministerin Luísa Diogo (2004–2010)
- Namibia
  - Staatsoberhaupt: Präsident Hifikepunye Pohamba (2005–2015)
  - Regierungschef: Premierminister Nahas Angula (2005–2012)
- Niger
  - Staatsoberhaupt: Präsident Mamadou Tandja (1999–2010)
  - Regierungschef:
    - Premierminister Hama Amadou (1995–1996, 2000–7. Juni 2007)
    - Premierminister Seini Oumarou (7. Juni 2007–2009)
- Nigeria
  - Staats- und Regierungschef:
    - Präsident Olusegun Obasanjo (1976–1979, 1999–29. Mai 2007)
    - Präsident Umaru Yar’Adua (29. Mai 2007–2010)
- Ruanda
  - Staatsoberhaupt: Präsident Paul Kagame (seit 2000)
  - Regierungschef: Ministerpräsident Bernard Makuza (2000–2011)
- Sambia
  - Staats- und Regierungschef: Präsident Levy Mwanawasa (2002–2008)
- São Tomé und Príncipe
  - Staatsoberhaupt: Präsident Fradique de Menezes (2001–2003, 2003–2011)
  - Regierungschef: Premierminister Tomé Vera Cruz (2006–2008)
- Senegal
  - Staatsoberhaupt: Präsident Abdoulaye Wade (2000–2012)
  - Regierungschef:
    - Premierminister Macky Sall (2004–19. Juni 2007) (2012–2024 Präsident)
    - Premierminister Cheikh Hadjibou Soumaré (19. Juni 2007–2009)
- Seychellen
  - Staats- und Regierungschef: Präsident James Alix Michel (2004–2016)
- Sierra Leone
  - Staats- und Regierungschef:
    - Präsident Ahmad Tejan Kabbah (1996–1997, 1998–17. September 2007)
    - Präsident Ernest Koroma (17. September 2007–2018)
- Simbabwe
  - Staats- und Regierungschef: Präsident Robert Mugabe (1987–2017) (1980–1987 Ministerpräsident)
- Somalia
  - Staatsoberhaupt: Präsident Abdullahi Yusuf Ahmed (2004–2008)
  - Regierungschef:
    - Ministerpräsident Ali Mohammed Ghedi (2004–29. Oktober 2007)
    - Ministerpräsident Salim Aliyow Ibrow (29. Oktober 2007–24. November 2007) (kommissarisch)
    - Ministerpräsident Nur Hassan Hussein (24. November 2007–2009)

  - Somaliland (international nicht anerkannt)
    - Staats- und Regierungschef: Präsident Dahir Riyale Kahin (2002–2010)
- Südafrika
  - Staats- und Regierungschef: Präsident Thabo Mbeki (1999–2008)
- Sudan
  - Staats- und Regierungschef: Präsident Umar al-Baschir (1989–2019)
- Swasiland
  - Staatsoberhaupt: König Mswati III. (seit 1986)
  - Regierungschef: Premierminister Absalom Themba Dlamini (2003–2008)
- Tansania
  - Staatsoberhaupt: Präsident Jakaya Kikwete (2005–2015)
  - Regierungschef: Ministerpräsident Edward Lowassa (2005–2008)
- Togo
  - Staatsoberhaupt: Präsident Faure Gnassingbé (2005, 2005–2025) (seit 2025 Premierminister)
  - Regierungschef:
    - Premierminister Yawovi Agboyibo (2006–6. Dezember 2007)
    - Premierminister Komlan Mally (6. Dezember 2007–2008)
- Tschad
  - Staatsoberhaupt: Präsident Idriss Déby (1990–2021)
  - Regierungschef:
    - Ministerpräsident Pascal Yoadimnadji (2005–23. Februar 2007)
    - Ministerpräsident Adoum Younousmi (23. Februar 2007–26. Februar 2007) (kommissarisch)
    - Ministerpräsident Delwa Kassiré Koumakoye (1989–1995, 26. Februar 2007–2008)
- Tunesien
  - Staatsoberhaupt: Präsident Zine el-Abidine Ben Ali (1987–2011) (1987 Ministerpräsident)
  - Regierungschef: Ministerpräsident Mohamed Ghannouchi (1999–2011)
- Uganda
  - Staatsoberhaupt: Präsident Yoweri Museveni (seit 1986)
  - Regierungschef: Ministerpräsident Apolo Nsibambi (1999–2011)
- Westsahara (umstritten)
  - Staatsoberhaupt: Präsident Mohamed Abdelaziz (1976–2016) (im Exil)
  - Regierungschef: Ministerpräsident Abdelkader Taleb Oumar (2003–2018) (im Exil)
- Zentralafrikanische Republik
  - Staatsoberhaupt: Präsident François Bozizé (2003–2013)
  - Regierungschef: Ministerpräsident Élie Doté (2005–2008)

## Amerika

### Nordamerika
- Kanada
  - Staatsoberhaupt: Königin Elisabeth II. (1952–2022)
    - Generalgouverneurin: Michaëlle Jean (2005–2010)

  - Regierungschef: Premierminister Stephen Harper (2006–2015)
- Mexiko
  - Staats- und Regierungschef: Präsident Felipe Calderón (2006–2012)
- Vereinigte Staaten von Amerika
  - Staats- und Regierungschef: Präsident George W. Bush (2001–2009)

### Mittelamerika
- Antigua und Barbuda
  - Staatsoberhaupt: Königin Elisabeth II. (1981–2022)
    - Generalgouverneur/-in:
      - James Carlisle (1993–17. Juli 2007)
      - Louise Lake-Tack (17. Juli 2007–2014)

  - Regierungschef: Premierminister Baldwin Spencer (2004–2014)
- Bahamas
  - Staatsoberhaupt: Königin Elisabeth II. (1973–2022)
    - Generalgouverneur: Arthur Dion Hanna (2006–2010)

  - Regierungschef:
    - Premierminister Perry Christie (2002–2007, 2012–2017)
    - Premierminister Hubert Ingraham (1992–2002, 4. Mai 2007–2012)
- Barbados
  - Staatsoberhaupt: Königin Elisabeth II. (1966–2021)
    - Generalgouverneur: Clifford Husbands (1996–2011)

  - Regierungschef: Premierminister Owen Arthur (1994–2008)
- Belize
  - Staatsoberhaupt: Königin Elisabeth II. (1981–2022)
    - Generalgouverneur: Colville Young (1993–2021)

  - Regierungschef: Premierminister Said Musa (1998–2008)
- Costa Rica
  - Staats- und Regierungschef: Präsident Óscar Arias Sánchez (1986–1990, 2006–2010)
- Dominica
  - Staatsoberhaupt: Präsident Nicholas Liverpool (2003–2012)
  - Regierungschef: Ministerpräsident Roosevelt Skerrit (seit 2004)
- Dominikanische Republik
  - Staats- und Regierungschef: Präsident Leonel Fernández (1996–2000, 2004–2012)
- El Salvador
  - Staats- und Regierungschef: Präsident Antonio Saca (2004–2009)
- Grenada
  - Staatsoberhaupt: Königin Elisabeth II. (1974–2022)
    - Generalgouverneur: Daniel Williams (1996–2008)

  - Regierungschef: Premierminister Keith Mitchell (1995–2008, 2013–2022)
- Guatemala
  - Staats- und Regierungschef: Präsident Óscar Berger Perdomo (2004–2008)
- Haiti
  - Staatsoberhaupt: Präsident René Préval (1996–2001, 2006–2011)
  - Regierungschef: Ministerpräsident Jacques-Édouard Alexis (1999–2001, 2006–2008)
- Honduras
  - Staats- und Regierungschef: Präsident Manuel Zelaya (2006–2009)
- Jamaika
  - Staatsoberhaupt: Königin Elisabeth II. (1962–2022)
    - Generalgouverneur: Kenneth Hall (2006–2009)

  - Regierungschef:
    - Premierministerin Portia Simpson Miller (2006–11. September 2007, seit 2012)
    - Premierminister Bruce Golding (11. September 2007–2011)
- Kuba
  - Staatsoberhaupt und Regierungschef:
    - Präsident des Staatsrats und des Ministerrats Fidel Castro (1976–2008) (1959–1976 Ministerpräsident)
    - Erster Vizepräsident Raúl Castro (2006–2008) (kommissarisch)
- Nicaragua
  - Staats- und Regierungschef:
    - Präsident Enrique Bolaños (2002–10. Januar 2007)
    - Präsident Daniel Ortega (1985–1990, seit 10. Januar 2007) (1979–1985 Mitglied der Regierungsjunta des nationalen Wiederaufbaus)
- Panama
  - Staats- und Regierungschef: Präsident Martín Torrijos (2004–2009)
- St. Kitts und Nevis
  - Staatsoberhaupt: Königin Elisabeth II. (1983–2022)
    - Generalgouverneur: Cuthbert Sebastian (1996–2013)

  - Regierungschef: Ministerpräsident Denzil Douglas (1995–2015)
- St. Lucia
  - Staatsoberhaupt: Königin Elisabeth II. (1979–2022)
    - Generalgouverneurin: Dame Pearlette Louisy (1997–2017)

  - Regierungschef:
    - Ministerpräsident John Compton (1979, 1982–1986, 2006–7. September 2007)
    - Ministerpräsident Stephenson King (1. Mai 2007–2011) (bis 9. September 2007 kommissarisch)
- St. Vincent und die Grenadinen
  - Staatsoberhaupt: Königin Elisabeth II. (1979–2022)
    - Generalgouverneur: Frederick Ballantyne (2002–2019)

  - Regierungschef: Ministerpräsident Ralph Gonsalves (seit 2001)
- Trinidad und Tobago
  - Staatsoberhaupt: Präsident George Maxwell Richards (2003–2013)
  - Regierungschef: Ministerpräsident Patrick Manning (1991–1995, 2001–2010)

### Südamerika
- Argentinien
  - Staats- und Regierungschef:
    - Präsident Néstor Kirchner (2003–10. Dezember 2007)
    - Präsidentin Cristina Fernández de Kirchner (10. Dezember 2007–2015)
- Bolivien
  - Staats- und Regierungschef: Präsident Evo Morales (2006–2019)
- Brasilien
  - Staats- und Regierungschef: Präsident Luiz Inácio Lula da Silva (2003–2011, seit 2023)
- Chile
  - Staats- und Regierungschef: Präsidentin Michelle Bachelet (2006–2010, 2014–2018)
- Ecuador
  - Staats- und Regierungschef:
    - Präsident Alfredo Palacio (2005–15. Januar 2007)
    - Präsident Rafael Correa (15. Januar 2007–2017)
- Guyana
  - Staatsoberhaupt: Präsident Bharrat Jagdeo (1999–2011) (1999 Ministerpräsident)
  - Regierungschef: Ministerpräsident Sam Hinds (1992–1997, 1997–1999, 1999–2015) (1997 Präsident)
- Kolumbien
  - Staats- und Regierungschef: Präsident Álvaro Uribe Vélez (2002–2010)
- Paraguay
  - Staats- und Regierungschef: Präsident Nicanor Duarte Frutos (2003–2008)
- Peru
  - Staatsoberhaupt: Präsident Alan García (1985–1990, 2006–2011)
  - Regierungschef: Vorsitzender des Ministerrats Jorge del Castillo Gálvez (2006–2008)
- Suriname
  - Staats- und Regierungschef: Präsident Ronald Venetiaan (1991–1996, 2000–2010)
  - Regierungschef: Vizepräsident Ramdien Sardjoe (2005–2010)
- Uruguay
  - Staats- und Regierungschef: Präsident Tabaré Vázquez (2005–2010, 2015–2020)
- Venezuela
  - Staats- und Regierungschef: Präsident Hugo Chávez (1999–2002, 2002–2013)

## Asien

### Ost-, Süd- und Südostasien
- Bangladesch
  - Staatsoberhaupt: Präsident Iajuddin Ahmed (2002–2009) (2006–2007 Regierungschef)
  - Regierungschef:
    - Premierminister Iajuddin Ahmed (2006–11. Januar 2007) (kommissarisch) (2002–2009 Präsident)
    - Premierminister Fazlul Haque (11. Januar 2007–12. Januar 2007) (kommissarisch)
    - Premierminister Fakhruddin Ahmed (12. Januar 2007–2009) (kommissarisch)
- Bhutan
  - Staatsoberhaupt: König Jigme Khesar Namgyel Wangchuck (seit 2006)
  - Regierungschef:
    - Ministerpräsident Khandu Wangchuk (2006–31. Juli 2007)
    - Ministerpräsident Kinzang Dorji (2002–2003, 31. Juli 2007–2008)
- Brunei
  - Staats- und Regierungschef: Sultan Hassanal Bolkiah (seit 1967)
- Republik China (Taiwan)
  - Staatsoberhaupt: Präsident Chen Shui-bian (2000–2008)
  - Regierungschef:
    - Ministerpräsident Su Tseng-chang (2006–21. Mai 2007, 2019–2023)
    - Ministerpräsident Chang Chun-hsiung (2000–2002, 21. Mai 2007–2008)
- Volksrepublik China
  - Staatsoberhaupt: Präsident Hu Jintao (2003–2013)
  - Regierungschef: Staatsratsvorsitzender Wen Jiabao (2003–2013)
- Indien
  - Staatsoberhaupt:
    - Präsident A. P. J. Abdul Kalam (2002–25. Juli 2007)
    - Präsidentin Pratibha Patil (25. Juli 2007–2012)

  - Regierungschef: Premierminister Manmohan Singh (2004–2014)
- Indonesien
  - Staatsoberhaupt und Regierungschef : Präsident Susilo Bambang Yudhoyono (2004–2014)
- Japan
  - Staatsoberhaupt: Kaiser Akihito (1989–2019)
  - Regierungschef:
    - Premierminister Shinzō Abe (2006–26. September 2007, 2012–2020)
    - Premierminister Yasuo Fukuda (26. September 2007–2008)
- Kambodscha
  - Staatsoberhaupt: König Norodom Sihamoni (seit 2004)
  - Regierungschef: Premierminister Hun Sen (1985–2023)
- Nordkorea
  - Vorsitzender der Nationalen Verteidigungskommission: Kim Jong-il (1994–2011)
  - Vorsitzender des Präsidiums der Obersten Volksversammlung: Kim Yong-nam (1998–2019)
  - Regierungschef:
    - Ministerpräsident Pak Pong-ju (2003–11. April 2007, 2013–2019)
    - Ministerpräsident Kim Yong-il (11. April 2007–2010)
- Südkorea
  - Staatsoberhaupt: Präsident Roh Moo-hyun (2003–2008)
  - Regierungschef:
    - Premierminister Han Myung-sook (2006–7. März 2007)
    - Premierminister Kwon O-kyu  (7. März 2006–2. April 2007) (kommissarisch)
    - Premierminister Han Duck-soo (2006, 2. April 2007–2008, 2022–2024, 2025) (2024, 2025 Staatsoberhaupt)
- Laos
  - Staatsoberhaupt: Präsident Choummaly Sayasone (2006–2016)
  - Regierungschef: Premierminister Bouasone Bouphavanh (2006–2010)
- Malaysia
  - Staatsoberhaupt: Oberster Herrscher Mizan Zainal Abidin (2006–2011)
  - Regierungschef: Ministerpräsident Abdullah Ahmad Badawi (2003–2009)
- Malediven
  - Staats- und Regierungschef: Präsident Maumoon Abdul Gayoom (1978–2008)
- Myanmar
  - Staatsoberhaupt: Vorsitzender des Staatsrats für Frieden und Entwicklung Than Shwe (1992–2011) (1992–2003 Ministerpräsident)
  - Regierungschef:
    - Ministerpräsident Soe Win (2004–12. Oktober 2007)
    - Ministerpräsident Thein Sein (12. Oktober 2007–2011) ( 2011–2016 Präsident)
- Nepal
  - Staatsoberhaupt:
    - König Gyanendra (1950–1951, 2001–2008) (seit 15. Januar 2007 entmachtet)
    - Präsident Girija Prasad Koirala (15. Januar 2007–2008) (kommissarisch)

  - Regierungschef: Premierminister Girija Prasad Koirala (1991–1994, 1998–1999, 2000–2001, 2006–2008)
- Osttimor
  - Staatsoberhaupt:
    - Präsident Xanana Gusmão (2002–20. Mai 2007) (2007–2015 , seit 2023 Premierminister)
    - Präsident José Ramos-Horta (20. Mai 2007–2008, 2008–2012, seit 2022) (2006–2007 Premierminister)

  - Regierungschef:
    - Premierminister José Ramos-Horta (2006–19. Mai 2007) (2007–2008, 2008–2012, seit 2022 Präsident)
    - Premierminister Estanislau da Silva (19. Mai 2007–8. August 2007) (kommissarisch)
    - Premierminister Xanana Gusmão (20. Mai 2007–2015, seit 2023) (2002–2007 Präsident)
- Pakistan
  - Staatsoberhaupt: Präsident Pervez Musharraf (2001–2008) (1999–2002 Regierungschef)
  - Regierungschef:
    - Ministerpräsident Shaukat Aziz (2004–16. November 2007)
    - Ministerpräsident Muhammad Mian Soomro (16. November 2007–2008) (2008 Präsident)
- Philippinen
  - Staats- und Regierungschef: Präsidentin Gloria Macapagal-Arroyo (2001–2010)
- Singapur
  - Staatsoberhaupt: Präsident Sellapan Ramanathan (1999–2011)
  - Regierungschef: Premierminister Lee Hsien Loong (2004–2024)
- Sri Lanka
  - Staatsoberhaupt: Präsident Mahinda Rajapaksa (2005–2015) (2004–2005, 2018, 2019–2022 Premierminister)
  - Regierungschef: Premierminister Ratnasiri Wickremanayake (2000–2001, 2005–2010)
- Thailand
  - Staatsoberhaupt: König Rama IX. Bhumibol Adulyadej (1946–2016)
  - Regierungschef: Ministerpräsident Surayud Chulanont (2006–2008)
- Vietnam
  - Staatsoberhaupt: Präsident Nguyễn Minh Triết (2006–2011)
  - Regierungschef: Premierminister Nguyễn Tấn Dũng (2006–2016)

### Vorderasien
- Armenien
  - Staatsoberhaupt: Präsident Robert Kotscharjan (1998–2008) (1992–1994 Ministerpräsident von Bergkarabach, 1994–1997 Präsident von Bergkarabach, 1997–1998 Ministerpräsident von Armenien)
  - Regierungschef:
    - Ministerpräsident Andranik Markarjan (2000–25. März 2007)
    - Ministerpräsident Sersch Sargsjan (4. April 2007–2008, 2018) (2008–2018 Präsident)
- Aserbaidschan
  - Staatsoberhaupt: Präsident İlham Əliyev (seit 2003)
  - Regierungschef: Ministerpräsident Artur Rasizadə (1996–2003, 2003–2018)
  - Bergkarabach (international nicht anerkannt)
    - Staatsoberhaupt:
      - Präsident Arkadi Ghukassjan (1997–7. September 2007)
      - Präsident Bako Sahakjan (seit 7. September 2007–2020)

    - Regierungschef:
    - Ministerpräsident Anuschawan Danieljan (1999–14. September 2007)
    - Ministerpräsident Arajik Harutjunjan (seit 14. September 2007–2020) (seit 2020 Präsident)
- Bahrain
  - Staatsoberhaupt: König Hamad bin Isa Al Chalifa (seit 1999) (bis 2002 Emir)
  - Regierungschef: Ministerpräsident Chalifa ibn Salman Al Chalifa (1971–2020)
- Georgien
  - Staatsoberhaupt:
    - Präsident Micheil Saakaschwili (2004–25. November 2007, 2008–2013)
    - Parlamentspräsidentin Nino Burdschanadse (2003–2004, 25. November 2007–2008) (kommissarisch)

  - Regierungschef:
    - Ministerpräsident Surab Noghaideli (2005–22. November 2007)
    - Ministerpräsident Lado Gurgenidse (22. November 2007–2008)

  - Abchasien (international nicht anerkannt)
    - Staatsoberhaupt: Präsident Sergei Bagapsch (2005–2011)
    - Regierungschef: Ministerpräsident Alexander Ankwab (2005–2010, seit 2020) (2011–2014 Präsident)

  - Südossetien (international nicht anerkannt)
    - Staatsoberhaupt: Präsident Eduard Kokoity (2001–2011)
    - Regierungschef: Ministerpräsident Juri Morosow (2005–2008)
- Irak
  - Staatsoberhaupt: Präsident Dschalal Talabani (2005–2014)
  - Regierungschef: Ministerpräsident Nuri al-Maliki (2006–2014)
- Iran
  - Religiöses Oberhaupt: Oberster Rechtsgelehrter Ali Chamene’i (seit 1989) (1981–1989 Ministerpräsident)
  - Regierungschef: Präsident Mahmud Ahmadinedschad (2005–2013)
- Israel
  - Staatsoberhaupt:
    - Präsident Mosche Katzav (2000–1. Juli 2007)
    - Parlamentspräsidentin Dalia Itzik (25. Januar 2007–1. Juli 2007) (kommissarisch)
    - Präsident Schimon Peres (1. Juli 2007–2014) (1977, 1984–1986, 1995–1996 Ministerpräsident)

  - Regierungschef: Ministerpräsident Ehud Olmert (2006–2009)
- Jemen
  - Staatsoberhaupt: Vorsitzender des Präsidialrates Ali Abdullah Salih (1990–2012) (ab 1994 Präsident) (1978–1990 Präsident des Nordjemen)
  - Regierungschef:
    - Ministerpräsident Abd al-Qadir Badschamal (2001–7. April 2007)
    - Ministerpräsident Ali Mohammed Mudschawwar (7. April 2007–2011)
- Jordanien
  - Staatsoberhaupt: König Abdullah II. (seit 1999)
  - Regierungschef:
    - Ministerpräsident Maruf al-Bachit (2005–25. November 2007, 2011)
    - Ministerpräsident Nadir adh-Dhahabi (25. November 2007–2009)
- Katar
  - Staatsoberhaupt: Emir Hamad bin Chalifa Al Thani (1995–2013) (1995–1996 Ministerpräsident)
  - Regierungschef:
    - Ministerpräsident Abdullah bin Chalifa Al Thani (1996–3. April 2007)
    - Ministerpräsident Hamad ibn Dschasim ibn Dschabir Al Thani (3. April 2007–2013)
- Kuwait
  - Staatsoberhaupt: Emir Sabah al-Ahmad al-Dschabir as-Sabah (2006–2020) (2003–2006 Ministerpräsident)
  - Regierungschef: Ministerpräsident Nasir al-Muhammad al-Ahmad as-Sabah (2006–2011)
- Libanon
  - Staatsoberhaupt:
    - Präsident Émile Lahoud (1998–23. November 2007)
    - Ministerpräsident Fuad Siniora (25. November 2007–2008) (kommissarisch)

  - Regierungschef: Ministerpräsident Fuad Siniora (2005–2009)
- Oman
  - Staats- und Regierungschef: Sultan Qabus ibn Said (1970–2020)
- Palästinensische Autonomiegebiete
  - Staatsoberhaupt: Präsident Mahmud Abbas (seit 2005) (2003 Ministerpräsident)
  - Regierungschef:
    - Ministerpräsident Ismail Haniyya (2006–14. Juni 2007) (regiert weiterhin den Gazastreifen und erkennt Fayyad nicht an)
    - Ministerpräsident Salam Fayyad (17. Juni 2007–2013) (regiert de facto in Westjordanland)
- Saudi-Arabien
  - Staats- und Regierungschef: König Abdullah ibn Abd al-Aziz (2005–2015)
- Syrien
  - Staatsoberhaupt: Präsident Baschar al-Assad (2000–2024)
  - Regierungschef: Ministerpräsident Muhammad Nadschi al-Utri (2003–2011)
- Türkei
  - Staatsoberhaupt:
    - Präsident Ahmet Necdet Sezer (2000–28. August 2007)
    - Präsident Abdullah Gül (28. August 2007–2014) (2002–2003 Ministerpräsident)

  - Regierungschef: Ministerpräsident Recep Tayyip Erdoğan (2003–2014) (seit 2014 Präsident)
- Vereinigte Arabische Emirate
  - Staatsoberhaupt: Präsident Chalifa bin Zayid Al Nahyan (2004–2022) (2004–2022 Emir von Abu Dhabi)
  - Regierungschef: Ministerpräsident Muhammad bin Raschid Al Maktum (seit 2006) (seit 2006 Emir von Dubai)

### Zentralasien
- Afghanistan
  - Staats- und Regierungschef: Präsident Hamid Karzai (2001–2014)
- Kasachstan
  - Staatsoberhaupt: Präsident Nursultan Nasarbajew (1991–2019)
  - Regierungschef:
    - Ministerpräsident Danial Achmetow (2003–10. Januar 2007)
    - Ministerpräsident Kärim Mässimow (10. Januar 2007–2012, 2014–2016)
- Kirgisistan
  - Staatsoberhaupt: Präsident Kurmanbek Bakijew (2005–2010) (2000–2002, 2005 Ministerpräsident)
  - Regierungschef:
    - Ministerpräsident Felix Kulow (2005–29. Januar 2007)
    - Ministerpräsident Asim Issabekow (29. Januar 2007–29. März 2007)
    - Ministerpräsident Almasbek Atambajew (29. März 2007–28. November 2007, 2010–2011) (2011–2017 Präsident)
    - Ministerpräsident Iskenderbek Ajdaralijew (28. November 2007–24. Dezember 2007) (kommissarisch)
    - Ministerpräsident Igor Tschudinow (24. Dezember 2007–2009)
- Mongolei
  - Staatsoberhaupt: Präsident Nambaryn Enchbajar (2005–2009) (2000–2004 Ministerpräsident)
  - Regierungschef:
    - Ministerpräsident Mijeegombyn Enchbold (2006–22. November 2007)
    - Ministerpräsident Sandschaagiin Bajar (22. November 2007–2009)
- Tadschikistan
  - Staatsoberhaupt: Präsident Emomalij Rahmon (seit 1992)
  - Regierungschef: Ministerpräsident Oqil Oqilow (1999–2013)
- Turkmenistan
  - Staats- und Regierungschef: Präsident Gurbanguly Berdimuhamedow (2006–2022) (2006–14. Februar 2007 kommissarisch)
- Usbekistan
  - Staatsoberhaupt: Präsident Islom Karimov (1991–2016)
  - Regierungschef: Ministerpräsident Shavkat Mirziyoyev (2003–2016) (seit 2016 Präsident)

## Australien und Ozeanien
- Australien
  - Staatsoberhaupt: Königin Elisabeth II. (1952–2022)
    - Generalgouverneur: Michael Jeffery (2003–2008)

  - Regierungschef:
    - Premierminister John Howard (1996–3. Dezember 2007)
    - Premierminister Kevin Rudd (3. Dezember 2007–2010, 2013)
- Cookinseln (unabhängiger Staat in freier Assoziierung mit Neuseeland)
  - Staatsoberhaupt: Königin Elisabeth II. (1965–2022)
    - Queen’s Representative: Frederick Tutu Goodwin (2001–2013)

  - Regierungschef: Premierminister Jim Marurai (2004–2010)
- Fidschi
  - Staatsoberhaupt: 
    - Vorsitzender der Militärregierung Frank Bainimarama (2000, 2006–4. Januar 2007) (2007–2022 Premierminister)
    - Präsident Josefa Iloilo (2000–2006, 4. Januar 2007–2009)

  - Regierungschef:
    - Premierminister Jona Senilagakali (2006–5. Januar 2007)
    - Premierminister Frank Bainimarama (5. Januar 2007–2022)  (2000, 2006–2007 Staatsoberhaupt)
- Kiribati
  - Staats- und Regierungschef: Präsident Anote Tong (2003–2016)
- Marshallinseln
  - Staats- und Regierungschef: Präsident Kessai Note (2000–2008)
- Mikronesien
  - Staats- und Regierungschef:
    - Präsident Joseph J. Urusemal (2003–11. Mai 2007)
    - Präsident Manny Mori (11. Mai 2007–2015)
- Nauru
  - Staats- und Regierungschef:
    - Präsident Ludwig Scotty (2003, 2004–19. Dezember 2007)
    - Präsident Marcus Stephen (19. Dezember 2007–2011)
- Neuseeland
  - Staatsoberhaupt: Königin Elisabeth II. (1952–2022)
    - Generalgouverneur: Anand Satyanand (2006–2011)

  - Regierungschef: Premierministerin Helen Clark (1999–2008)
- Niue (unabhängiger Staat in freier Assoziierung mit Neuseeland)
  - Staatsoberhaupt: Königin Elisabeth II. (1974–2022)
    - Queen’s Representative: Generalgouverneur von Neuseeland

  - Regierungschef: Premierminister Young Vivian (1992–1993, 2002–2008)
- Palau
  - Staats- und Regierungschef: Präsident Tommy Remengesau (2001–2009, 2013–2021)
- Papua-Neuguinea
  - Staatsoberhaupt: Königin Elisabeth II. (1975–2022)
    - Generalgouverneur: Paulias Matane (2004–2010)

  - Regierungschef: Premierminister Michael Somare (1975–1980, 1982–1985, 2002–2011)
- Salomonen
  - Staatsoberhaupt: Königin Elisabeth II. (1978–2022)
    - Generalgouverneur: Nathaniel Waena (2004–2009)

  - Regierungschef:
    - Premierminister Manasseh Sogavare (2000–2001, 2006–20. Dezember 2007, 2014–2017, 2019–2024)
    - Premierminister Derek Sikua (20. Dezember 2007–2010)
- Samoa
  - Staatsoberhaupt:
    - O le Ao o le Malo Tanumafili II. (1962–11. Mai 2007)
    - Rat der Stellvertreter: Tupuola Taisi Tufuga Efi (1976–1982 Premierminister, 2007–2017 Staatsoberhaupt) und Vaʻaletoa Sualauvi II. (seit 2017 Staatsoberhaupt) (interimistisch, 11. Mai 2007–20. Juni 2007)
    - O le Ao o le Malo Tupuola Taisi Tufuga Efi (20. Juni 2007–2017) (1976–1982 Premierminister)

  - Regierungschef: Premierminister Sailele Tuilaʻepa Malielegaoi (1998–2021)
- Tonga
  - Staatsoberhaupt: König George Tupou V. (2006–2012)
  - Regierungschef: Premierminister Feleti Sevele (2006–2010)
- Tuvalu
  - Staatsoberhaupt: Königin Elisabeth II. (1978–2022)
    - Generalgouverneur: Filoimea Telito (2005–2010)

  - Regierungschef: Ministerpräsident Apisai Ielemia (2006–2010)
- Vanuatu
  - Staatsoberhaupt: Präsident Kalkot Mataskelekele (2004–2009)
  - Regierungschef: Ministerpräsident Ham Lini (2004–2008)

## Europa
- Albanien
  - Staatsoberhaupt:
    - Präsident Alfred Moisiu (2002–24. Juli 2007)
    - Präsident Bamir Topi (24. Juli 2007–2012)

  - Regierungschef: Ministerpräsident Sali Berisha (2005–2013) (1992–1997 Präsident)
- Andorra
  - Kofürsten:
    - Staatspräsident von Frankreich Jacques Chirac (1995–16. Mai 2007)
    - Staatspräsident von Frankreich Nicolas Sarkozy (16. Mai 2007–2012)
      - Persönliche/-r Repräsentant/-in: 
        - Philippe Massoni (2002–6. Juni 2007)
        - Emmanuelle Mignon (6. Juni 2007–2008)

    - Bischof von Urgell Joan Enric Vives i Sicília (2003–2025)
      - Persönlicher Repräsentant: Nemesi Marquès i Oste (1993–2010)

  - Regierungschef: Regierungspräsident Albert Pintat Santolària (2005–2009)
- Belgien
  - Staatsoberhaupt: König Albert II. (1993–2013)
  - Regierungschef: Ministerpräsident Guy Verhofstadt (1999–2008)
- Bosnien und Herzegowina
  - Hoher Repräsentant für Bosnien und Herzegowina
    - Repräsentant: Christian Schwarz-Schilling (2006–30. Juni 2007)
    - Repräsentant: Miroslav Lajčák (1. Juli 2007–2009)

  - Staatsoberhaupt:
    - Vorsitzender des Staatspräsidiums Nebojša Radmanović (2006–6. Juli 2007, 2008–2009, 2010–2011, 2012–2013)
    - Vorsitzender des Staatspräsidiums Željko Komšić (6. Juli 2007–2008, 2009–2010, 2011–2012, 2013–2014, 2019–2020, 2021–2022, 2023–2024, seit 2025)

  - Staatspräsidium:
    - Bosniaken: Haris Silajdžić (2006–2010)
    - Kroaten: Željko Komšić (2006–2014, seit 2018)
    - Serben: Nebojša Radmanović (2006–2014)

  - Regierungschef:
    - Ministerpräsident Adnan Terzić (2002–11. Januar 2007)
    - Ministerpräsident Nikola Špirić (11. Januar 2007–2012)
- Bulgarien
  - Staatsoberhaupt: Präsident Georgi Parwanow (2002–2012)
  - Regierungschef: Ministerpräsident Sergei Stanischew (2005–2009)
- Dänemark
  - Staatsoberhaupt: Königin Margrethe II. (1972–2024)
  - Regierungschef: Ministerpräsident Anders Fogh Rasmussen (2001–2009)
  - Färöer (politisch selbstverwalteter und autonomer Bestandteil des Königreichs Dänemark)
    - Vertreter der dänischen Regierung: Reichsombudmann Søren Christensen (2005–2008)
    - Regierungschef: Ministerpräsident Jóannes Eidesgaard (2004–2008)

  - Grönland (politisch selbstverwalteter und autonomer Bestandteil des Königreichs Dänemark)
    - Vertreter der dänischen Regierung: Reichsombudsmann Søren Hald Møller (2005–2011)
    - Regierungschef: Ministerpräsident Hans Enoksen (2002–2009)
- Deutschland
  - Staatsoberhaupt: Bundespräsident Horst Köhler (2004–2010)
  - Regierungschef: Bundeskanzlerin Angela Merkel (2005–2021)
- Estland
  - Staatsoberhaupt: Präsident Toomas Hendrik Ilves (2006–2016)
  - Regierungschef: Ministerpräsident Andrus Ansip (2005–2014)
- Finnland
  - Staatsoberhaupt: Präsidentin Tarja Halonen (2000–2012)
  - Regierungschef: Ministerpräsident Matti Vanhanen (2003–2010)
- Frankreich
  - Staatsoberhaupt:
    - Präsident Jacques Chirac (1995–16. Mai 2007) (1974–1976, 1986–1988 Premierminister)
    - Präsident Nicolas Sarkozy (16. Mai 2007–2012)

  - Regierungschef:
    - Premierminister Dominique de Villepin (2005–17. Mai 2007)
    - Premierminister François Fillon (17. Mai 2007–2012)
- Griechenland
  - Staatsoberhaupt: Präsident Karolos Papoulias (2005–2015)
  - Regierungschef: Ministerpräsident Kostas Karamanlis (2004–2009)
- Irland
  - Staatsoberhaupt: Präsidentin Mary McAleese (1997–2011)
  - Regierungschef: Taoiseach Bertie Ahern (1997–2008)
- Island
  - Staatsoberhaupt: Präsident Ólafur Ragnar Grímsson (1996–2016)
  - Regierungschef: Ministerpräsident Geir Haarde (2006–2009)
- Italien
  - Staatsoberhaupt: Präsident Giorgio Napolitano (2006–2015)
  - Regierungschef: Ministerpräsident Romano Prodi (1996–1998, 2006–2008)
- Kanalinseln[1]
  - Guernsey
    - Staatsoberhaupt: Herzogin Elisabeth II. (1952–2022)
      - Vizegouverneur: Fabian Malbon (2005–2011)

    - Regierungschef:
      - Chief Minister Laurie Morgan (2004–5. März 2007)
      - Chief Minister Mike Torode (5. März 2007–2008)

  - Jersey
    - Staatsoberhaupt: Herzogin Elisabeth II. (1952–2022)
      - Vizegouverneur: Andrew Ridgway (2006–2011)

    - Regierungschef: Chief Minister Frank Walker (2005–2008)
- Kroatien
  - Staatsoberhaupt: Präsident Stjepan Mesić (2000–2010)
  - Regierungschef: Regierungspräsident Ivo Sanader (2003–2009)
- Lettland
  - Staatsoberhaupt:
    - Präsidentin Vaira Vīķe-Freiberga (1999–8. Juli 2007)
    - Präsident Valdis Zatlers (8. Juli 2007–2011)

  - Regierungschef:
    - Ministerpräsident Aigars Kalvītis (2004–20. Dezember 2007)
    - Ministerpräsident Ivars Godmanis (1990–1993, 20. Dezember 2007–2009)
- Liechtenstein
  - Staatsoberhaupt: Fürst Hans-Adam II. (seit 1989)
    - Regent: Erbprinz Alois (seit 2004)

  - Regierungschef: Otmar Hasler (2001–2009)
- Litauen
  - Staatsoberhaupt: Präsident Valdas Adamkus (1998–2003, 2004–2009)
  - Regierungschef: Ministerpräsident Gediminas Kirkilas (2006–2008)
- Luxemburg
  - Staatsoberhaupt: Großherzog Henri (seit 2000)
  - Regierungschef: Ministerpräsident Jean-Claude Juncker (1995–2013)
- Malta
  - Staatsoberhaupt: Präsident Edward Fenech Adami (2004–2009) (1987–1996, 1998–2004 Präsident)
  - Regierungschef: Premierminister Lawrence Gonzi (2004–2013)
- Isle of Man[1]
  - Staatsoberhaupt: Lord of Mann Elisabeth II. (1952–2022)
    - Vizegouverneur: Paul Haddacks (2005–2011)

  - Regierungschef: Premierminister James Anthony Brown (2006–2011)
- Mazedonien
  - Staatsoberhaupt: Präsident Branko Crvenkovski (2004–2009) (1992–1998, 2002–2004 Ministerpräsident)
  - Regierungschef: Ministerpräsident Nikola Gruevski (2006–2016)
- Moldau
  - Staatsoberhaupt: Präsident Vladimir Voronin (2001–2009)
  - Regierungschef: Ministerpräsident Vasile Tarlev (2001–2008)
  - Transnistrien (international nicht anerkannt)
    - Präsident Igor Smirnow (1991–2011)
- Monaco
  - Staatsoberhaupt: Fürst: Albert II. (seit 2005)
  - Regierungschef: Staatsminister Jean-Paul Proust (2005–2010)
- Montenegro
  - Staatsoberhaupt: Präsident Filip Vujanović (2002–2003, 2003–2018) (1998–2003 Ministerpräsident)
  - Regierungschef: Ministerpräsident Željko Šturanović (2006–2008)
- Niederlande
  - Staatsoberhaupt: Königin Beatrix (1980–2013)
  - Regierungschef: Ministerpräsident Jan Peter Balkenende (2002–2010)
  - Niederländische Antillen (Land des Königreichs der Niederlande)
    - Vertreter der niederländischen Regierung: Gouverneur Frits Goedgedrag (2002–2010)
    - Regierungschef: Ministerpräsidentin Emily de Jongh-Elhage (2006–2010)
- Norwegen
  - Staatsoberhaupt: König Harald V. (seit 1991)
  - Regierungschef: Ministerpräsident Jens Stoltenberg (2000–2001, 2005–2013)
- Österreich
  - Staatsoberhaupt: Bundespräsident Heinz Fischer (2004–2016)
  - Regierungschef:
    - Bundeskanzler Wolfgang Schüssel (2000–11. Januar 2007)
    - Bundeskanzler Alfred Gusenbauer (11. Januar 2007–2008)
- Polen
  - Staatsoberhaupt: Präsident Lech Kaczyński (2005–2010)
  - Regierungschef:
    - Ministerpräsident Jarosław Kaczyński (2006–16. November 2007)
    - Ministerpräsident Donald Tusk (16. November 2007–2014; seit 2023)
- Portugal
  - Staatsoberhaupt: Präsident Aníbal Cavaco Silva (2006–2016) (1985–1995 Ministerpräsident)
  - Regierungschef: Ministerpräsident José Sócrates (2005–2011)
- Rumänien
  - Staatsoberhaupt:
    - Präsident Traian Băsescu (2004–2014) (19. April 2007–19. Mai 2007 vom Amt suspendiert)
    - Vorsitzender des Senats Nicolae Văcăroiu (19. April 2007–19. Mai 2007) (kommissarisch)

  - Regierungschef: Ministerpräsident Călin Popescu-Tăriceanu (2004–2008)
- Russland
  - Staatsoberhaupt: Präsident Wladimir Putin (1999–2008, seit 2012) (1999–2000, 2008–2012 Ministerpräsident)
  - Regierungschef:
    - Ministerpräsident Michail Fradkow (2004–14. September 2007)
    - Ministerpräsident Wiktor Subkow (14. September 2007–2008)
- San Marino
  - Staatsoberhaupt: Capitani Reggenti
    - Antonio Carattoni (1. Oktober 2006–1. April 2007) und Roberto Giorgetti (1. Oktober 2006–1. April 2007)
    - Alessandro Mancini (1. April 2007–1. Oktober 2007, 2020) und Alessandro Rossi (1. April 2007–1. Oktober 2007, seit 2024)
    - Mirko Tomassoni (1. Oktober 2007–1. April 2008) und Alberto Selva (1. Oktober 2007–1. April 2008)

  - Regierungschef: Außenminister Fiorenzo Stolfi (2006–2008)
- Schweden
  - Staatsoberhaupt: König Carl XVI. Gustaf (seit 1973)
  - Regierungschef: Ministerpräsident Fredrik Reinfeldt (2006–2014)
- Schweiz[2]
  - Bundespräsidentin Micheline Calmy-Rey (1. Januar 2007–31. Dezember 2007, 2011)
  - Bundesrat:
    - Moritz Leuenberger (1995–2010)
    - Pascal Couchepin (1998–2009)
    - Samuel Schmid (2001–2008)
    - Micheline Calmy-Rey (2003–2011)
    - Christoph Blocher (2004–31. Dezember 2007)
    - Hans-Rudolf Merz (2004–2010)
    - Doris Leuthard (2006–2018)
- Serbien
  - Staatsoberhaupt: Präsident Boris Tadić (2004–2012)
  - Regierungschef: Ministerpräsident Vojislav Koštunica (2004–2008) (2000–2003 Präsident Jugoslawiens)
- Slowakei
  - Staatsoberhaupt: Präsident Ivan Gašparovič (2004–2014)
  - Regierungschef: Ministerpräsident Robert Fico (2006–2010, 2012–2018, seit 2023)
- Slowenien
  - Staatsoberhaupt:
    - Präsident Janez Drnovšek (2002–22. Dezember 2007) (1992–2000, 2000–2002 Präsident)
    - Präsident Danilo Türk (22. Dezember 2007–2012)

  - Regierungschef: Ministerpräsident Janez Janša (2004–2008, 2012–2013, 2020–2022)
- Spanien
  - Staatsoberhaupt: König Juan Carlos I. (1975–2014)
  - Regierungschef: Ministerpräsident José Luis Rodríguez Zapatero (2004–2011)
- Tschechien
  - Staatsoberhaupt: Präsident Václav Klaus (1993, 2003–2013) (1993–1997 Ministerpräsident)
  - Regierungschef: Ministerpräsident Mirek Topolánek (2006–2009)
- Ukraine
  - Staatsoberhaupt: Präsident Wiktor Juschtschenko (2005–2010) (1999–2001 Ministerpräsident)
  - Regierungschef:
    - Ministerpräsident Wiktor Janukowytsch (2002–2005, 2006–18. Dezember 2007) (2010–2014 Präsident)
    - Ministerpräsidentin Julija Tymoschenko (2005, 18. Dezember 2007–2010)
- Ungarn
  - Staatsoberhaupt: Präsident László Sólyom (2005–2010)
  - Regierungschef: Ministerpräsident Ferenc Gyurcsány (2004–2009)
- Vatikanstadt
  - Staatsoberhaupt: Papst Benedikt XVI. (2005–2013)
  - Regierungschef: Präsident des Governatorats Giovanni Lajolo (2006–2011)
- Vereinigtes Königreich
  - Staatsoberhaupt: Königin Elisabeth II. (1952–2022) (gekrönt 1953)
  - Regierungschef:
    - Premierminister Tony Blair (1997–27. Juni 2007)
    - Premierminister Gordon Brown (27. Juni 2007–2010)
- Belarus
  - Staatsoberhaupt: Präsident Aljaksandr Lukaschenka (seit 1994)
  - Regierungschef: Ministerpräsident Sjarhej Sidorski (2003–2010)
- Republik Zypern
  - Staats- und Regierungschef: Präsident Tassos Papadopoulos (2003–2008)
  - Nordzypern (international nicht anerkannt)
    - Staatsoberhaupt: Präsident Mehmet Ali Talât (2005–2010) (2004–2005 Ministerpräsident)
    - Regierungschef: Ministerpräsident Ferdi Sabit Soyer (2005–2009)